# Hectopsylla
Hectopsylla (лат.) — род блох из семейства Tungidae (или Pulicidae, или Pygiopsyllidae). Неотропика. 13 видов.
Эктопаразиты, главным образом, млекопитающих, два вида найдены на птицах (Hectopsylla knighti, Hectopsylla psittaci) и один вид (Hectopsylla stomis) обнаружен на представителях обоих классов позвоночных. Hectopsylla pulex встречается на рукокрылых (Molossidae, реже на Vespertilionidae). Остальные виды встречаются на грызунах и хищных. На свинковых найдены H. cypha, H. eskeyi, H. gemini, H. suarezi; на видах семейства мышиные — H. pascuali и H. gracilis; на представителях куньих — H. broscus и H. coniger; на шиншилловых — H. stomis)
- Hectopsylla broscus (Jordan et Rothschild, 1906)
- Hectopsylla coniger (Jordan et Rothschild, 1906)
- Hectopsylla cypha (Jordan, 1942)
- Hectopsylla eskeyi (Jordan, 1933)
- Hectopsylla gemina (Jordan, 1939)
- Hectopsylla gracilis (Mahnert, 1982)
- Hectopsylla knighti (Traub et Gammons, 1950)
- Hectopsylla narium (Kutzscher, 2007)
- Hectopsylla pascuali (Beaucournu et Alcover, 1990)
- Hectopsylla psittaci (Von Frauenfeld, 1860)
- Hectopsylla pulex (Haller, 1880)
- Hectopsylla stomis (Jordan, 1925)
- Hectopsylla suarezi (C.Fox, 1929)